# Cynoscion analis
Cynoscion analis är en fiskart som först beskrevs av Leonard Jenyns 1842.  Cynoscion analis ingår i släktet Cynoscion och familjen havsgösfiskar. IUCN kategoriserar arten globalt som livskraftig. Inga underarter finns listade i Catalogue of Life.